# Casa al carrer Fontanella, 12 (Olot)
La casa al carrer Fontanella, 12 d'Olot (Garrotxa) és una obra eclèctica inclosa a l'Inventari del Patrimoni Arquitectònic de Catalunya.

## Descripció
És una casa entre mitgeres amb teulat a dues aigües. Disposa de planta baixa, amb gran porta d'ingrés, i dos pisos superiors. El primer pis té una gran balconada central i dos balcons als costats, i en el segon pis es repeteixen el balcó central i dues finestres als costats. Entre aquestes obertures, destaquen els esgrafiats de medallons, rectangles, flors i fruits. Aquests motius es reiteren a la tribuna del primer pis que mira a la carretera de Santa Pau. Les obertures estan emmarcades per guardapols d'estuc.

## Història
Remarcaren els esgrafiats de sota la cornisa, que alteren amb les finestres de ventilació de les golfes, representant al sol amb els seus raigs. Entre final del segle xix i principi del segle XX a Olot s'acaben dos projectes de gran envergadura: l'ordenació de l'Eixample Malagrida i la urbanització de la plaça Clarà. Dins de les construccions d'iniciativa privada destaquen les cases del carrer Mulleres, Can Pons i Tusquets, la remodelació de Can Solà-Morales (1913-1916), Can Masllorenç i moltes de les cases del carrer Fontanella.